# 布朗莱尔峰

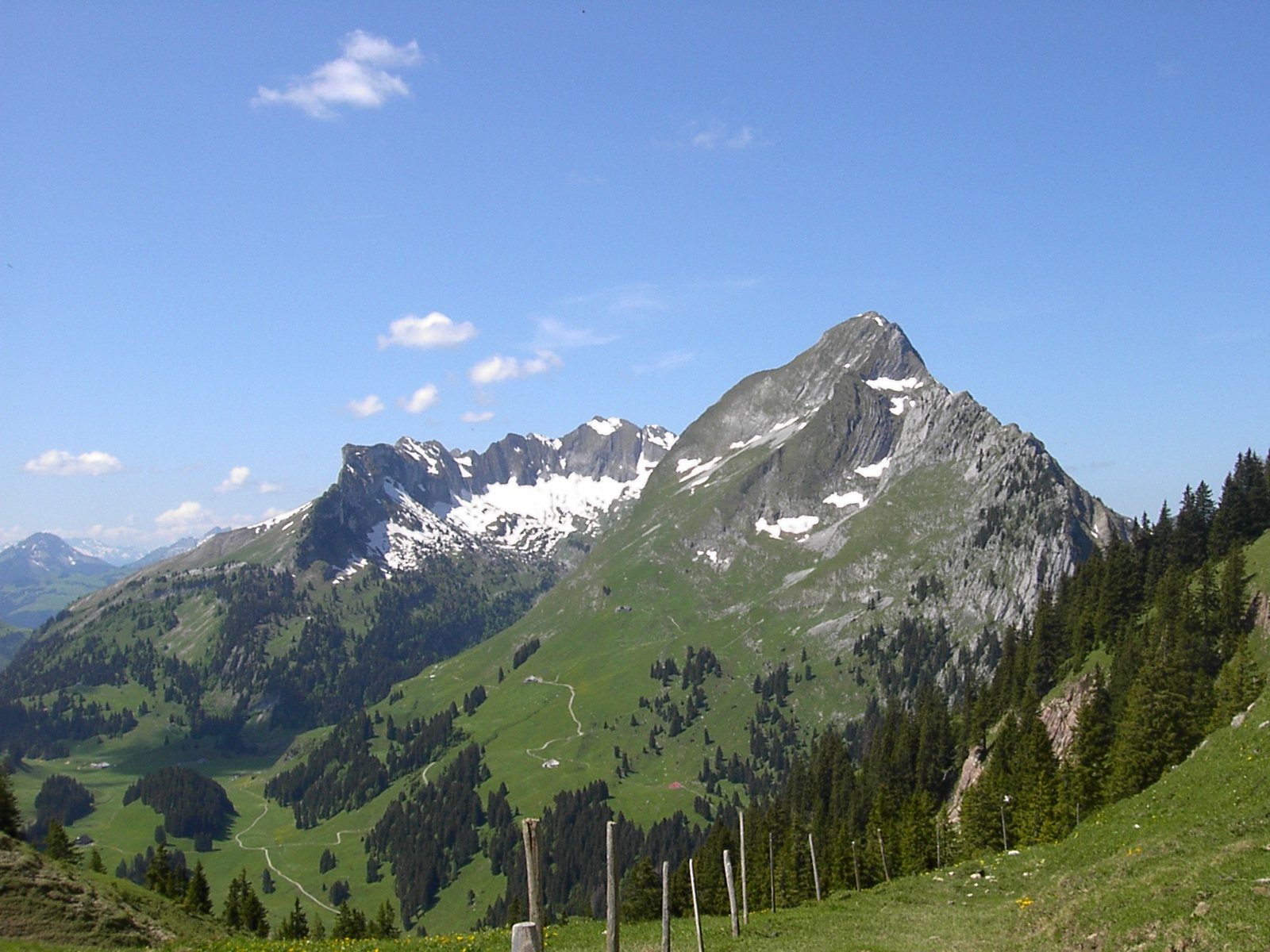

46°33′3″N 7°10′29″E / 46.55083°N 7.17472°E
布朗莱尔峰（法語：Dent de Brenleire）是瑞士弗里堡州的山峰，位於該國西部，屬於弗賴堡前阿爾卑斯山脈的一部分，距離瓦尼勒努瓦爾山3公里，海拔高度2,353米。